# Thamnochortus spicigerus
Thamnochortus spicigerus forma part de la família de les Restionaceae, dins el grup de les monocotiledònies les quals estan distribuïdes per l'Hemisferi Sud i diversificades a Austràlia i Sud-àfrica. Són perennes, grans, la pol·linització és pel vent. És una planta de mida mitjana a alta, que pot ser usada igualment bé en una frontera o com una planta d'accent. Les plantes són molt decoratives amb fullatge i branques platejats. Amb inflorescències daurades en tiges vellutades. Són plantes de baix manteniment adequats per a les condicions normals de jardí.

## Distribució i hàbitat
Thamnochortus spicigerus

## Taxonomia
El nom de la família de Restionaceae es deriva de la Restis llatí, que significa corda o soga i al·ludeix a la utilització de les plantes al sud d'Àfrica.
Etymology: 
spica (L.) = spike, + gerus = ?making.

### Reproducció i Cultiu
Com tots els restio, les flors femenines i masculines es troben en plantes separades, és a dir, són plantes dioiques. Això pot fer que coincidir els diferents sexes de la mateixa espècie sigui bastant difícil.